# 小行星7487
小行星7487（英語：7487 Toshitanaka）是一颗围绕太阳公转的小行星。1994年12月28日，小林隆男在大泉町发现了此天体。
这颗小行星的绝对星等为299.6314377988903等。